# Aeroportul Jiamusi Dongjiao
Aeroportul Jiamusi Dongjiao (IATA: JMU, ICAO: ZYJM) este un aeroport din Heilongjiang, Republica Populară Chineză ce deservește zona Jiamusi⁠(d). Aeroportul a fost tranzitat în 2022 de 638.982 de pasageri. A fost numit după zona deservită.
Situat la o altitudine de 80 m, aeroportul dispune de o singură pistă.